# Stefan Alexe
Stefan Alexe (* 1972 in Bukarest, Rumänien) ist ein Schweizer Schriftsteller für Kinder- und Jugendbücher.

## Leben
Stefan Alexe studierte in Bukarest Germanistik und Anglistik, er schloss das Studium im Jahr 2001 mit einer Promotion zum Dr. phil. ab. 1999 zog er nach Wien, wo er über die Rezeption der klassischen Mythologie in der österreichischen Literatur des 18. Jahrhunderts forschte. Seit 2004 lebt Stefan Alexe in der Schweiz, wo er als Autor die erste Jugendbuchserie über Graubünden verfasst hat.  Alexe arbeitet als Dozent am SAE Institute Zürich.

## Auszeichnungen
- 2001 Theodor-Körner-Preis[2]

## Werke
- Der Teufelsspuk von Schloss Fracstein, Roman, Südostschweiz Buchverlag, Zürich; Chur 2008 ISBN 978-3-905688-35-1
- Die Fische der Toten, Roman, Südostschweiz Buchverlag, Zürich; Chur 2009 ISBN 978-3-905688-40-5
- Das Geheimnis der Wintersonne, Roman, Südostschweiz Buchverlag, Zürich; Chur 2010 ISBN 978-3-905688-74-0